# 台湾颈槽蛇
台湾颈槽蛇（学名：Rhabdophis swinhonis）为游蛇科颈槽蛇属的爬行动物，又名斯文豪氏游蛇、斯文豪氏頸槽蛇、臺灣游蛇，是台灣的特有物种。分布于台灣本島，多栖息于中低海拔山区以及多见于森林底层、灌木草丛、溪流附近或山区小道旁。该物种的模式产地在台湾。

## 特徵
台湾颈槽蛇為小型蛇類，體色呈褐色或棕褐色，頸部的「V」字形黑色斑紋為辨認其最好的方法。

## 習性
無毒，性情溫馴，日行性，卵生。以蛙類為主食。

## 保育
- 台湾颈槽蛇目前被台灣列入第三級「其他應予保育類」野生動物。
- 本种于2023年被收录入《有重要生态、科学、社会价值的陆生野生动物名录》[3]。